# Борисоглеб (Ярославская область)
Борисоглеб — село в Тутаевском районе Ярославской области России. 
В рамках организации местного самоуправления входит в Левобережное сельское поселение, в рамках административно-территориального устройства — является центром Борисоглебского сельского округа.

## География
Расположено в 12 километрах к северо-востоку (по прямой) от центра города Тутаева.

## История
В XVI веке село принадлежало Ярославскому Спасо-Преображенскому монастырю. Каменная церковь Смоленской Божией Матери построена в 1810 году вместо двух деревянных церквей, одной разрушенной, а другой обветшалой, о времени построения которых записей не сохранилось, построена тщанием прихожан, при чем, главным строителем ее был помещик сельца Кощеева Платон Захарович Лотов. Церковь имела три престола: летний — Смоленской Божией Матери, в зимнем храме по правую сторону - во имя св. благоверных князей Бориса и Глеба, по левую сторону - во имя св. и чудотв. Николая. Колокольня сначала была отдельна от церкви, а потом в 1852 году на средства прихожан и старанием церковного старосты связана с церковью построением паперти и возвышена на один ярус. 
В конце XIX — начале XX века село входило в состав Понгиловской волости Романово-Борисоглебского уезда Ярославской губернии.
С 1929 года село являлось центром Борисоглебского сельсовета Тутаевского района, с 2005 года — в составе Левобережного сельского поселения.

## Население
| 1859 | 2002 | 2007 | 2010 |
| ---- | ---- | ---- | ---- |
| 122  | ↗265 | ↗270 | ↘231 |

Согласно результатам переписи 2002 года, в национальной структуре населения русские составляли 99 % от всех жителей.

## Инфраструктура
В селе имеются начальная школа — детский сад № 16 «Солнышко», отделение почтовой связи.

## Достопримечательности
В селе находится церковь Смоленской иконы Божией Матери (между 1806 и 1810 годами).